# Murder Death Kill 2
Murder Death Kill 2 (MDK2) är ett tredjepersonsskjutarspel utvecklat av Bioware. Det släpptes först till PC och Dreamcast och ett år senare till Playstation 2 under namnet MDK2: Armageddon. MDK2 är uppföljaren till MDK som utvecklades av Shiny Entertainment.